# Planxty
Planxty var et irsk folkemusikband dannet i januar 1972,:99–100  oprindeligt bestående af Christy Moore (vokal, akustisk guitar, bodhrán), Andy Irvine (vokal, mandolin, mandola, bouzouki, drejelire, mundharmonika), Dónal Lunny (bouzouki, guitar, bodhrán, keyboard) og Liam O'Flynn (uilleann pipes, tin whistle). Der omdannede og populariserede irsk folkemusik, turnerede og indspillede albums med stor succes.
Efterfølgende var Johnny Moynihan, Paul Brady, Matt Molloy (fløjte), Bill Whelan (keyboard), Nollaig Casey (violin) og en kort overgang Noel Hill (concertina) og Tony Linnane (violin) var også en del af bandet.
Planxty gik i opløsning to gange; først i december 1975:220  og igen i april 1983.:306  Den oprindelige kvartet blev genforenet i oktober 2003:316 og deres sidste optræden var 31. januar 2005.:324 

## Diskografi

### Studiealbums
- 1973: Planxty
- 1973: The Well Below the Valley
- 1974: Cold Blow and the Rainy Night
- 1979: After the Break
- 1980: The Woman I Loved So Well
- 1983: Words & Music

### Livealbums
- 1987: The Best of Planxty Live – en dobbeltkassette bestående af optagelser fra Olympia Theatre i Dublin, 18–23 august 1980. Uautoriseret udgivelse af deres tidligere Kevin Flynn (PLANX MC01), stopped by a court injunction.
- 2004: Live 2004
- 2018: One Night in Bremen

### Opsamlingsalbum
- 1973: Kertalg 73: 2ème Festival Pop'Celtic (France – Barclay CPF 920 452 LP)—Contains live recordings from the festival on 22 July 1973 of "Si Bheag Si Mhor ," "Jig," "Raggle Taggle Gypsy"
- 1976: The Planxty Collection—Includes "The Cliffs of Dooneen"
- 1980: Nyon Folk Festival (France – Cat Music CAT 81004/05 LP)—Contains live recordings from the festival in July 1979 of "Raggle Taggle Gypsy" and "Smeceno Horo"
- 1980: High Kings of Tara (Ireland – TARA 3003)—Irish-only V/A; includes then-exclusive Planxty tracks "Lord McDonald"/"The Chattering Magpie" and "The Bonny Light Horseman" (subsequently added to the CD and digital releases of After The Break); also includes previously unreleased Andy Irvine / Dónal Lunny track, "General Monroe", as well as the Planxty set: "First Slip"/"Hardyman The Fiddler A & B"/"The Yellow Wattle".
- 1984: Planxty Arís–Released in Ireland only; inkluderer "The Cliffs Of Dooneen" og "Yarmouth Town."
- 1986: Irish Folk Festival (Sound CD 8)—Dutch-only CD; includes "Timedance" and "Nancy Spain"
- 1992: The Seville Suite (Tara CD 3030) – credited to Bill Whelan, features exclusive Planxty reunion studio track "Timedance '92"
- 2004: Christy Moore: The Box Set 1964–2004—Includes an early live recording of "The Raggle Taggle Gypsy" live at City Hall, Cork; "Three Drunken Maidens", and the previously unreleased Planxty outtake "Down In The Valley".
- 2016: Between the Jigs and the Reels: A Retrospective (Universal Music Ireland CD/DVD LC01846)—A two-disc anthology, comprising a 17-tracks CD and a 36-tracks DVD with over two hours of previously unreleased footage (1972-1982) from RTÉ archives, of live recordings from the Abbey Tavern, the National Stadium, and Live on Aisling Ghael Special

### Singler
- 1972: "Three Drunken Maidens"/"Sí Bheag, Sí Mhór" – 7" single (Ruby 152)
- 1972: "Cliffs of Dooneen"/"Yarmouth Town" – 7" single (Polydor 2078–023)
- 1981: "Timedance"/"Nancy Spain" – 7" single (WEA IR 18711 / UK K 18711)
- 1981: "Timedance"/"Nancy Spain" – 12" single (WEA IR 28207)
- 1983: "I Pity the Poor Immigrant"/"The Irish Marche" – 7" single (WEA PLAN01)

### Med Christy Moore
- 1971: Prosperous (Trailer LER 3035 LP) – Christys andet soloalbum navngivet efter landsbyen hvor Planxty oprindeligt blev dannet.
- 1983: "Easter Snow" / "The Knock Song" (WEA IR 9591 45)—7" single, med Planxtys medlemmer på "Easter Snow". Genudgivet på The Christy Moore Collection 1981–1991
- 1985: Ordinary Man (WEA 0706 & WEA 0763 LP) – Planxty medvirker på nummeret "St. Brendan's Voyage"